# Václav Plesinger
Václav Plesinger, (21. listopadu 1860, Lobkovice – 4. prosince 1937, Praha) byl český kartograf a vydavatel map.

## Život
Václav Plesinger se narodil v Lobkovicích (nyní část obce Neratovice v okrese Mělník) v rodině panského hajného, jako druhé ze čtyř dětí. (Jeho bratr Josef Plesinger (1857–1916)byl starostou v rodných Lobkovicích.)
Václav Plesinger byl učitelem v Budyni nad Ohří. Do místní školy nastoupil 1.1.1883 jako podučitel, od 6.10.1889 se stal učitelem. 15. 2. 1887 se oženil s Františkou Hiklovou, (? - 23.11.1933), se kterou měl celkem 5 dětí.
Mimo svou učitelskou činnost se Václav Plesinger věnoval kartografii. Kreslil a vlastním nákladem vydával mapy, zejména mapy politických okresů (viz Dílo). Mapy zpracovával se stipendijní pomocí České akademie pro vědy, slovesnost a umění.
Zemřel v Praze.

## Dílo

### Mapy

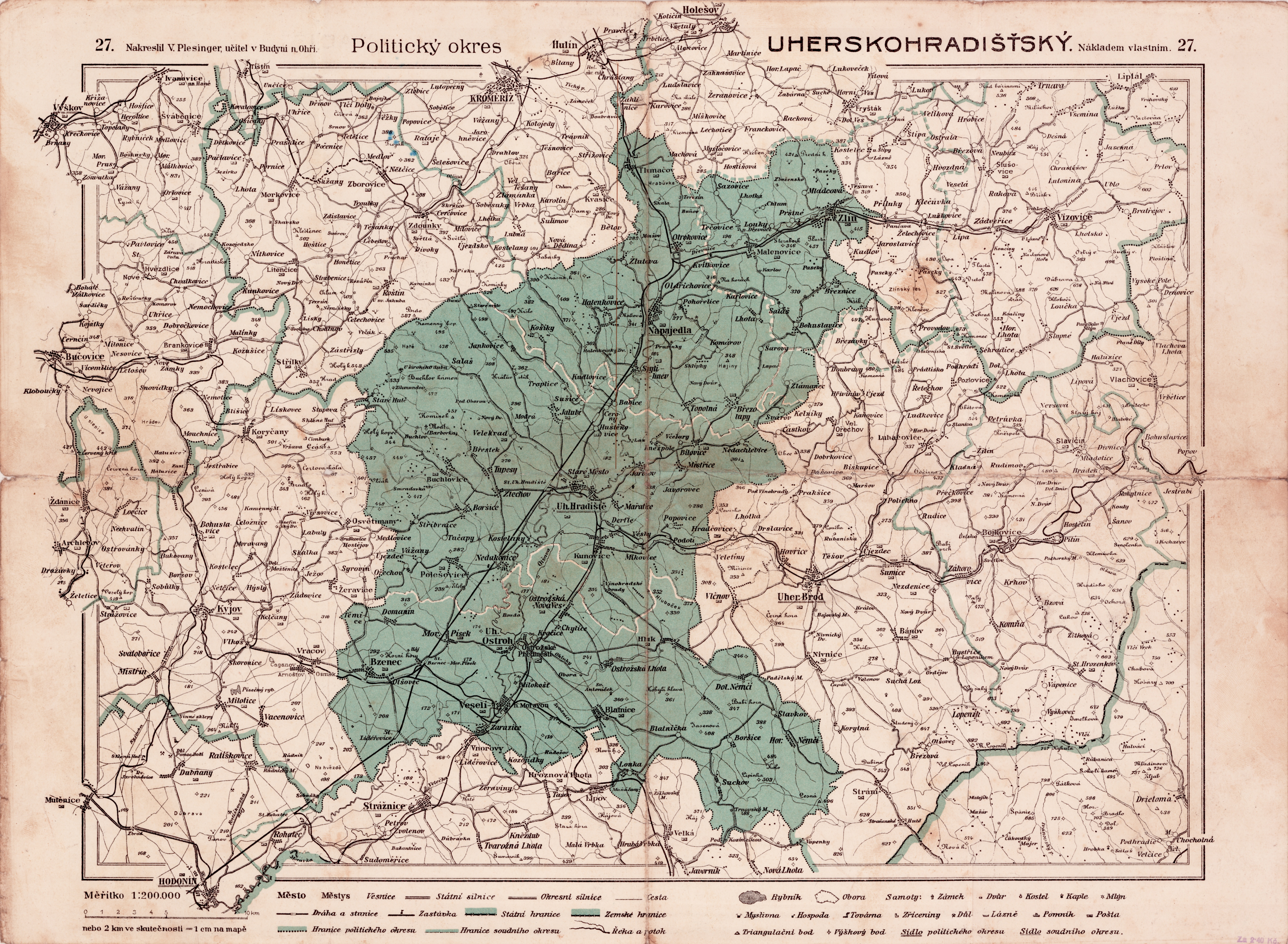
Plesingerova mapa politického okresu Uherskohradišťského

Mapa Okresního Hejtmanství Roudnického z roku 1888. Provedené v c.k. vojenském zeměpisném ústavu ve Vídni v měřítku 1:25 000
- Okolí Mělníka a Kralup (první datovaná mapa, vydaĺ spolu s řídícím učitelem na Šopce P. Nešverou, 1891, měřítko 1:20 000)
- Morava a Slezsko s pohraničními částmi Čech, Rakous, Uher a Pruska (vydáno vlastním nákladem, Budyně nad Ohří 189?).
- Národnostní mapa Moravy a Slezska (vydáno nákladem vlastním, Budyně nad Ohří, 1906, měřítko 1 : 200 000; součástí jsou statistiky o národnostních většinách v jednotlivých sídlech[p. 2]

Hlavním dílem Václava Plesingera byly mapy moravských politických okresů v měřítku 1 : 200 000, které vydal ve dvou částech souborně:
- Politický okres hranický, hustopečský a mikulovský, kroměřížský, litovelský, olomoucký, prostějovský, vyškovský, zábřežský (vydáno vlastním nákladem v Budyni nad Ohří, 1909)
- Plesingerovy mapy politický okresů moravských - okres boskovický, brněnský, dačický, hodonínský, hranický, kroměřížský, litovelský, místecký, moravskobudějovický, moravskokrumlovský, moravskoostravský, moravskotřebovský,

Mapy okresů pak ještě vycházely samostatně v letech 1928 až 1937.

### Knižní publikace
- Dvoudílná učebnice pro samouky Pravopis bez učitele I. Hláskosloví, II. Tvarosloví (vydal V. Plesinger vlastním nákladem, Budyně n. Ohří, 1919 a 1922)

## Zajímavost
Z rodu Plesingerů z obce Lobkovice pocházelo více významných osobností. Nejznámější z nich byl Miroslav Plesinger-Božinov (1883–1963), spolupracovník T. G. Masaryka a Edvarda Beneše, prvorepublikový diplomat. Ten byl synem lobkovického starosty Josefa Plesingera (1857–1916), bratra Václava Plesingera.